# Южен Бъкс (община)
Община Южен Бъкс (на английски: South Bucks District) е една от петте административни единици в област (графство) Бъкингамшър, регион Югоизточна Англия. До 1980 година, името на общината е „Бекънсфийлд“. Настоящото название е съкратено от „Южен Бъкингамшър“. Населението на общината към 2010 година е 67 500 жители разпределени в множество селища на площ от 141.28 квадратни километра. Административното управление е базирано в селището Денхам.

## География
Община Южен Бъкс е разположена, както говори името ѝ, в южната част на графството. В източна посока граничи с метрополиса Голям Лондон. В южно и югозападно направление се намира графство Бъркшър. Югозападната граница е дефинирана от средното течение на река Темза.
По-големи населени места на територията на общината:
| селище        | на английски   | население (2001) |
| ------------- | -------------- | ---------------- |
| Бекънсфийлд   | Beaconsfield   | 12 292           |
| Бърнхам       | Burnham        | 11 512           |
| Денхам        | Denham         | 6548             |
| Джерардс Крос | Gerrards Cross | 7342             |

## Население
Изменение на населението за период от три десетилетия 1981-2010 година:
| година    | 1981   | 1991   | 2001   | 2010   |
| --------- | ------ | ------ | ------ | ------ |
| население | 60 900 | 60 200 | 61 900 | 67 500 |